# Isohypsibius improvisus
Isohypsibius improvisus är en djurart som tillhör fylumet trögkrypare, och som beskrevs av Hieronymus Dastych 1984. Isohypsibius improvisus ingår i släktet Isohypsibius och familjen Hypsibiidae. Inga underarter finns listade i Catalogue of Life.